# Byrsotria cabrerai
Byrsotria cabrerai är en kackerlacksart som beskrevs av Rehn, J. A. G. och Morgan Hebard 1927. Byrsotria cabrerai ingår i släktet Byrsotria och familjen jättekackerlackor.
Artens utbredningsområde är Kuba. Inga underarter finns listade.